# 1996年日本

## 政府
- 天皇：明仁
- 內閣總理大臣：村山富市→橋本龍太郎

## 大事記
- 1月8日——名偵探柯南動畫開始在讀賣電視台播出，同日爆走兄弟動畫於日本電視台首播。
- 1月11日——村山富市卸任首相，由橋本龍太郎接任，第一次橋本內閣成立。自民黨重返執政。
- 6月16日——烏龍派出所動畫開始在富士電視台播出，直至2004年完結（其後以不定期特別篇播出至2008年）。
- 8月18日——日本右翼势力在钓鱼岛树标。
- 12月17日——日本驻祕魯大使官邸遭袭击。

## 出生
- 1月12日——橋本愛，演員
- 4月4日——土屋神葉，配音員
- 4月9日——廣瀨裕也，配音員
- 6月6日——井上祐貴，演員。
- 8月17日——伊藤彩沙，配音員

## 逝世
- 1月7日——岡本太郎，藝術家。
- 2月12日——司马辽太郎，小说家。
- 3月28日——金丸信，政治人物。
- 8月4日——渥美清，演员。
- 8月15日——丸山真男，政治學家。
- 9月23日——藤本弘，漫畫家，代表作有哆啦A夢等。
- 9月29日——远藤周作，小说家。

## 1996年的漢字
1996年日本的漢字是「食」，由於O-157大腸桿菌引發集體食物中毒，影響學校午餐供應。